# Variabile Gamma Cassiopeiae
Le variabili Gamma Cassiopeiae sono una classe di stelle variabili che possiedono caratteristiche che indicano la presenza di un disco di gas che circonda la stella all'equatore. Questi astri appartengono alle classi spettrali  comprese fra O7,5 e F5, ma i loro spettri sono caratterizzati da righe di assorbimento molto ampliate. Le loro peculiarità sono spiegate dalla loro alta velocità di rotazione che può raggiungere i 200-250 km/s, non lontana dal punto in cui l'accelerazione distruggerebbe la stella. Essa riduce gli effetti della gravità all'equatore e produce una perdita di materiale che si dispone in un disco intorno alla stella, che causa le righe di assorbimento nei loro spettri.
Sono in genere giganti blu con veloci pulsazioni di pochi decimi di magnitudine (da 0,7 a 1,4 magnitudini)
Oltre a Gamma Cassiopeiae si può ricordare anche un'altra stella rappresentativa di questa classe di variabili: 27 Canis Majoris.
Nella tabella seguente alcune delle più rappresentative variabili del tipo Gamma Cassiopeiae: 27 Canis Majoris e Pleione, componente delle Pleiadi sono inserite per confronto poiché note, tuttavia esistono altre 15-20 stelle variabili Gamma Cassiopeiae di magnitudine compresa tra 4 e 5.
| Nome    | Nomenclatura di Bayer | Tipo spettrale | Magnitudine apparente |
| ------- | --------------------- | -------------- | --------------------- |
| Tsih    | Gamma Cassiopeiae     | B0.5 IVe       | 1,60 - 3,00           |
|         | Mu Centauri           | B2 IV-Ve       | 2,92 - 3,47           |
|         | Eta Centauri          | B1.5 IVe       | 2,30 - 2,41           |
|         | Delta Centauri        | B2 IVne        | 2,51 - 2,65           |
|         | Zeta Ophiuchi         | O9.5 V         | 2,56 - 2,58           |
| Phact   | Alfa Columbae         | B7 IVe         | 2,62 - 2,66           |
|         | Zeta Tauri            | B2 IV          | 2,80 - 3,17           |
| Gomeisa | Beta Canis Minoris    | B8 Ve          | 2,84 - 2,92           |
|         | Omicron Andromedae    | B6 IIIpe       | 3,55 - 3,78           |
|         | Omega Canis Majoris   | B2 IV-Ve       | 3,60 - 4,18           |
|         | Kappa Canis Majoris   | B1.5 IVe       | 3,78 - 3,97           |
|         | Omicron Herculis      | B9 Ve          | 3,80 - 3,87           |
|         | Kappa Draconis        | B6 IIIe        | 3,82 - 4,01           |
|         | Phi Persei            | B2Vpe          | 3,96 - 4,15           |
|         | 27 Canis Majoris      | B3 IVe         | 4,42 - 4,82           |
| Pleione |                       | B8 Vpe         | 4,77 - 5,50           |

1. ↑  Zeta Tauri è anche una binaria a eclisse
2. ↑  Pleione è anche una stella B lentamente pulsante